# Орасіо Лопес Сальгадо
Орасіо Лопес Сальгадо (ісп. Horacio López Salgado, нар. 15 вересня 1948, Таско-де-Аларкон, Герреро) — колишній мексиканський футболіст, нападник.
Насамперед відомий виступами за національну збірну Мексики та «Крус Асуль».

## Клубна кар'єра
У дорослому футболі дебютував 1967 року виступами за команду «Америка». Провів за клуб п'ять сезонів, в 1971 році став чемпіоном країни.
По завершенні сезону перейшов до «Крус Асуля» і за наступні три роки виграв ще три титули чемпіона Мексики. За виключенням футболістів «Гвадалахари» 1959–1962 років, є єдиним мексиканським футболістом, який вигравав Прімеру чотири роки поспіль. За «Крус Асуль» провів 11 сезонів і забив 122 голи.
Завершив професійну кар'єру футболіста виступами за «Некаксу» в сезоні 1982/83.

## Виступи за збірну
22 грудня 1968 року дебютував в офіційних матчах у складі національної збірної Мексики проти команди Німеччини (нічия 0:0). Перший гол за головну команду країни забив 15 березня 1970 у ворота збірної Перу (перемога 3:1).
У чотирьох поєдинках за Мексику забивав по два голи наступним суперникам:
- 29 квітня 1970 — збірній Еквадору (4:2);
- 26 січня 1972 — збірній Чилі (2:0);
- 8 грудня 1973 — збірній Нідерландських Антильських островів (8:0);
- 5 вересня 1974 — збірній США (3:1).

В останньому матчі за збірну, мексиканці поступилися футболістам з Південної Кореї (0:1, 1980 рік). Протягом кар'єри у національній команді, яка тривала дванадцять років, провів у формі головної команди країни 50 матчів і забив 13 голів.
Брав участь у домашньому для Мексики чемпіонаті світу 1970, де був наймолодшим гравцем у своїй команді. Провів два матчі: проти збірних Радянського Союзу (0:0) та Сальвадору (4:0).

## Титули та досягнення

### Клубні
- Віце-чемпіон Мексики (6): 1971, 1972, 1973, 1974, 1979, 1980
- Володар суперкубка Мексики (1): 1974
- Віце-чемпіон Мексики (1): 1981
- Фіналіст кубка Мексики (1): 1974

### Збірні
- Бронзовий призер Чемпіонату націй КОНКАКАФ: 1973

### Індивідуальні
- Найкращий бомбардир чемпіонату Мексики (1): 1975 (25 голів)